# Araneus horizonte
Araneus horizonte es una especie de araña del género Araneus, tribu Araneini, familia Araneidae. Fue descrita científicamente por Levi en 1991.
Se distribuye por Australia. La especie se mantiene activa durante los meses de febrero, marzo, abril, mayo, julio, agosto, septiembre, octubre y noviembre.